# Catalán (cráter)

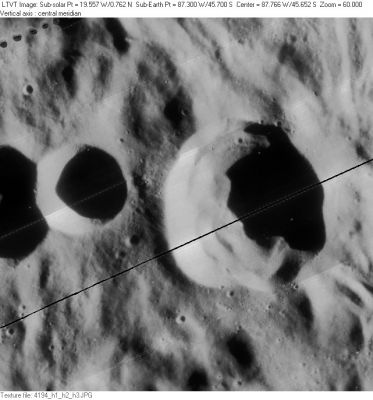
Fotografía de la misión Lunar Orbiter 4

Catalán es un cráter de impacto en la Luna, ubicado al sureste enorme cubierta de erupción de la cuenca de impacto del Mar del Este. La superficie circundante es accidentada.
Se trata de un cráter de forma irregular, aproximadamente circular. Su borde es afilado y presenta escasa erosión a la vista. Partes de la pared interior al norte y al sudeste parecen haberse desplomado, dejando cortes en cuña en el borde del cráter. El fondo es desigual e irregular, sin montículos interiores de importancia.
Lleva el nombre del científico español Miguel Catalán Sañudo como reconocimiento a sus trabajos en Espectroscopia, una técnica de enorme relevancia en la astrofísica, y particularmente a su descubrimiento de los multipletes en el espectro del manganeso, que supuso un avance en el desarrollo de la física cuántica. Catalán participó en el desarrollo del modelo B-S-C de la materia, aportando sus descubrimientos experimentales.

## Ubicación
Al oeste-suroeste están los cráteres Rydberg y Gutnick, al norte-noroeste el cráter Graff, el cráter Baade más grande al este y el cráter Anderson más pequeño al suroeste. Al noroeste del cráter Catalán se encuentran las enormes montañas de los Montes Cordillera, mientras que al este se encuentra el valle de Baade, de 203 kilómetros de largo. Las coordenadas lunares centrales del cráter son 45.7°S 87.37°W, tiene un diámetro de 26,77 km y una profundidad de unos 1 941 km. Debido a su posición, es difícil de observar desde la Tierra, y su visibilidad también está sujeta a efectos de libración.

## Toponimia
El nombre fue asignado oficialmente por la Unión Astronómica Internacional (IAU) en su congreso de agosto de 1970, celebrado en Sídney.  Se asigna esa misma denominación a los cráteres satélites adyacentes de la superficie lunar.

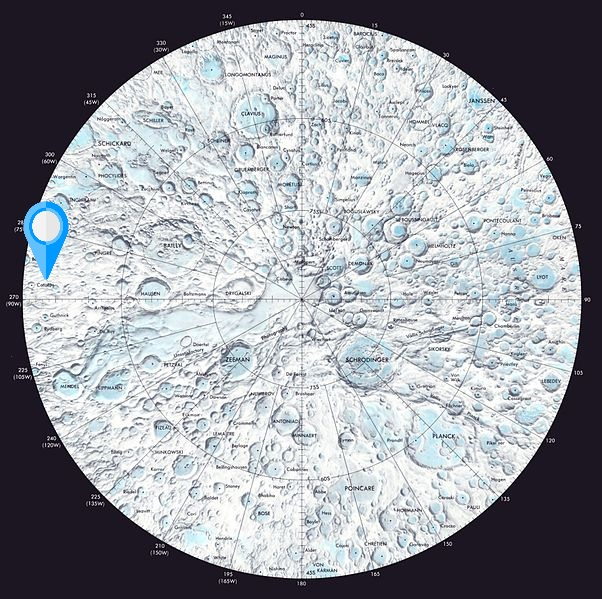
Situación de los cráteres Catalán en la región polar Sur de la Luna

Según el Profesor Galindo Texaire, expresidente de la Real Academia de Ciencias:
La obra de Miguel Catalán, por el conocimiento proporcionado de los átomos a través de sus espectros, y muy en especial del átomo de Fe, ha tenido también aplicaciones directas a la astrofísica. Por ello la Unión Astronómica Internacional dio nombre a uno de los cráteres de la parte oculta de la luna: el situado en las coordenadas 46° S y 87° W. Es un simbólico reconocimiento de la sociedad científica internacional al impacto que en la astrofísica supuso la singular aportación de este ilustre aragonés.

El profesor Velasco recordaba que la …fructífera labor de Catalán en temas espectroscópicos relacionados con la Astrofísica, tan claramente reconocida ya en el trabajo sobre Fe I … tuvo un reconocimiento oficial por parte de Unión Internacional de Astronomía, cuando en 1970 acordaron dar el nombre de Miguel A. Catalán a uno de los cráteres de la Luna descubiertos mediante satélites artificiales.

## Cráteres satélite
Los cráteres satélite denominados "Catalán A" y "Catalán B" forman un conjunto al oeste de Catalán, ambos con bordes afilados e interior semiesférico. Al noroeste de "Catalán A" se encuentra el cráter casi perfecto en su forma semiesférica llamado "Catalán U".
|         | \| Catalán \| Coordenadas \| Diámetro \| \| ------- \| ------------------------------ \| -------- \| \| A \| 45°42′S 89°12′O / -45.7, -89.2 \| 21 km \| \| B \| 45°36′S 88°24′O / -45.6, -88.4 \| 14 km \| \| U \| 45°06′S 90°36′O / -45.1, -90.6 \| 20 km \| |          |
| Catalán | Coordenadas | Diámetro |
| A       | 45°42′S 89°12′O / -45.7, -89.2 | 21 km    |
| B       | 45°36′S 88°24′O / -45.6, -88.4 | 14 km    |
| U       | 45°06′S 90°36′O / -45.1, -90.6 | 20 km    |